# キングラム
キングラム（kingram）は、株式会社ベストバイが運営する、ブランド品、貴金属、宝石等の買取専門店。
派生形態として、酒の取り扱いに特化した「キングラム リカー」、ハイグレード品をメインに取り扱う「キングラム ラグジュアリーストア」を展開する。

## 概要
店頭買取をメインとして宅配買取や出張買取の他、ショッピングモールなどにて買取イベントを行っている。
店舗は派生ブランドのリカー、ラグジュアリーストアを含めて全国に80店舗を展開。
取扱いジャンルは腕時計、貴金属、バッグ、宝石・ジュエリーなどを中心に、酒類、骨董品や美術品の他、食器など。
買取によって仕入れた品物は主に、店頭ないし各種ECサイト等といったBtoCで販売している。
その他、BtoBオークションでも販売を行っている。
運営元を同じくして良品買館という総合型リサイクルショップも存在する。

## 沿革
- 2006年10月 - 「キングラム」（宝石・宝飾・ブランド品専門買取ショップ）1号店である十三店を大阪市十三にオープン。
- 2007年7月 - ネット販売事業およびフランチャイズ事業の展開を開始する。
- 2008年9月 - キングラムフランチャイズ第一号店「キングラム福井本店」をオープン。
- 2022年2月 - ハイグレード品や状態の良い美品のみを扱い、販売を主とする業態の「キングラム ラグジュアリーストア」が心斎橋にオープン[1]。

## 店舗
全国80店舗で展開